# 法国—朝鲜关系
法国和朝鲜民主主义人民共和国之间并无正式外交关系。法国是欧盟中少数不承认朝鲜民主主义人民共和国的成员国（另一个不承认朝鲜的欧盟成员国是爱沙尼亚）。法国承认大韩民国对朝鲜半岛的主权。法国在平壤没有大使館，另設合作辦事處。朝鲜民主主义人民共和国在巴黎也没有大使，但设有總代表部。法国对朝鲜民主主义人民共和国的官方立场是：如果朝鲜民主主义人民共和国放弃发展核武器，改善人权记录，法国将会考虑与朝鲜建立外交关系。

## 歷史
2005年，有54个朝鲜民主主义人民共和国国民居住在法国。唯一一个居住在朝鲜民主主义人民共和国的法国人是一个人权工作者。法国向朝鲜民主主义人民共和国提供人道主义援助，允许每年有少量朝鲜民主主义人民共和国学生到法国留学。法国与朝鲜民主主义人民共和国之间的经济关系也受到限制。在2005年，法国从朝鲜进口了价值2400万欧元的货物，而法国向朝鲜出口了价值600万欧元的货物。
2007年，朝鲜民主主义人民共和国电影《女学生日记》（The Schoolgirl's Diary）在法国上映。
2009年末，法国总统萨科齐派遣社会党政治家杰克·郎到朝鲜民主主义人民共和国进行特别访问。郎在11月9日参观了平壤，自称为“任务为倾听”开拓双边关系与讨论朝鲜民主主义人民共和国发展核武器的问题。有人批评郎未够资格进行此次访问，但郎回应到他会由“直觉”推动正在改变的朝鲜民主主义人民共和国。
2009年12月18日，朝鲜民主主义人民共和国接受了法国政府的请求，在朝鲜民主主义人民共和国建立了一所法国合作文化行动辦事處（French Cooperation and Cultural Action Office），这是双边关系正常化的第一步。2010年代，法方建立法國駐朝鮮合作辦事處作為其駐平壤的外交代表機構。

## 参見
- 法韩关系